# Liste der Monuments historiques in Saint-Rémy-l’Honoré
Die Liste der Monuments historiques in Saint-Rémy-l’Honoré führt die Monuments historiques in der französischen Gemeinde Saint-Rémy-l’Honoré auf.

## Liste der Bauwerke
| Bezeichnung             | Beschreibung | Standort | Kennzeichnung | Schutzstatus | Datum | Bild |
| ----------------------- | ------------ | -------- | ------------- | ------------ | ----- | ---- |
| Priorat Hautes-Bruyères |              | (Lage)   | PA00087646    | Classé       | 1934  |      |

## Liste der Objekte
- Monuments historiques (Objekte) in Saint-Rémy-l’Honoré in der Base Palissy des französischen Kultusministeriums